# Xã South Morgan, Quận Dade, Missouri
Xã South Morgan (tiếng Anh: South Morgan Township) là một xã thuộc quận Dade, tiểu bang Missouri, Hoa Kỳ. Năm 2010, dân số của xã này là 402 người.